# Touba, Elfenbenskusten
Touba är en ort i Elfenbenskusten. Den är huvudort för regionen Bafing i Worobadistriktet i den västra delen av landet, 300 km nordväst om huvudstaden Yamoussoukro. Folkmängden uppgick till cirka 22 000 invånare vid folkräkningen 2014.